# Comtat de Condroz
El comtat de Condroz fou una jurisdicció feudal del Sacre Imperi Romanogermànic formada pel pagus Condrustensis. En la partició de territoris entre Carles II el Calb i Lluís el Germànic del 8 d'agost de 870 el comtat de Condroz (Condrust) fou assignat al primer. Les fonts primàries no esmenten cap comte de Condroz. El territori del comtat estava al sud del riu Mosa i a l'oest del riu Ourthe.
Al segle X el Condroz apareix dividit en quatre comtats: el comtat d'Huy (que va incloure també alguns pobles abans al comtat d'Hesbaye), el comtat de Clermont, el comtat de Lomme i el comtat de Durbuy. Els dos primers van passar al bisbat de Lieja al final del segle XI, el de Lomne va passar al comtat de Namur i el de Durbuy al comtat de Luxemburg.
El comtat de Clermont tenia com a centre el castell de Clermont que estava situada a la riba dreta del Mosa, prop de Lieja.
Widric I apareix esmentat en carta del 1062 quan ja hauria mort com a comte de Clermont. Widric podria haver estat casat amb Hersenda, que abans fou esposa de Hezeli comte de Grandpré amb la que s'hauria casat vers 1020 o 1025, però això depèn de diverses identificacions no segures. Va tenir tres fills, Widric (II), Ermengarda (esposa de Gozeló comte de Montaigu i en segones noces vers 1064 amb Fredeló d'Esch) i Matilde (casada amb Brunó d'Heimbach). Widric hauria estat comte de Clermont i l'hauria succeït el seu fill Giselbert que apareix esmentat en una donació a Cluny de 1091. Giselbert estava casat amb Longarda.
El 1136 els monjos de Flône van obtenir de Lambert, comte de Clermont, el dret de recollir la fusta dels boscos del seu comtat, sent testimonis els comtes Giselbert (II) de Duras, Arnulf (segurament seria Arnold II) comte de Loon (en francès Looz), i Walter procurador de Barz. Lambert seria el mateix comte que Lambert de Montaigu i va tenir per successor als dos comtats seu fill Godofreu.
Al segle XII el comtat va passar al bisbat de Lieja i al segle XV el territori passà als Països Baixos borguinyons, tret dels comtats d'Huy i de Clermont que van quedar al principat de Lieja.

## Llista de comtes
- Widric I vers 1020-1060
- Widric II vers 1060-1080
- Giselbert vers 1080-1100/1110
- Lambert de Montaigu vers 1100/1110-1140
- Godofreu de Montaigu 1140-1161